# Rustroff
Rustroff (deutsch Rüsdorf, lothringisch Réischtroff) ist eine französische Gemeinde mit 651 Einwohnern (Stand 1. Januar 2022) im Département Moselle in der Region Grand Est (bis 2015 Lothringen). Sie gehört zum Arrondissement Thionville.

## Geografie
Rustroff liegt etwa 16 Kilometer nordöstlich von Thionville auf einer Höhe zwischen 147 und 358 m über dem Meeresspiegel, die mittlere Höhe beträgt 300 m. Das Gemeindegebiet umfasst 3,23 km² und berührt im Nordwesten die Mosel nahe dem Dreiländereck Frankreich-Deutschland-Luxemburg.

## Geschichte
Durch die Bestimmungen im Friede von Vincennes kam Sierck "mit seinen dreißig Dörfern" (dabei auch Rustroff) 1661 zu Frankreich. Rustroff war von 1811 bis 1880 nach Sierck eingemeindet.

### Wappen
Das Wappen zeigt ein Rebmesser, das typische Werkzeug in der Weinbaugemeinde.

### Bevölkerungsentwicklung
| Jahr      | 1962 | 1968 | 1975 | 1982 | 1990 | 1999 | 2007 | 2019 |
| Einwohner | 595  | 570  | 510  | 466  | 550  | 513  | 560  | 624  |

## Sehenswürdigkeiten
- Pfarrkirche Saint Martin